# Bonhof (Windeck)
Bonhof war eine Ortschaft in der Gemeinde Windeck im Rhein-Sieg-Kreis. Sie bildet heute den nordöstlichen Teil von Leuscheid.

## Lage
Bonhof liegt auf dem Leuscheid im Tal des Niederleuscheider Baches. Nachbarorte sind neben Leuscheid Saal im Norden, Röhrigshof im Osten und Eutscheid im Süden.

## Geschichte
Das Dorf gehörte zum Kirchspiel Leuscheid und zeitweise zur Bürgermeisterei Herchen.
1845 hatte der Weiler 59 Einwohner in 13 Häusern. Davon waren neun katholisch und fünfzig evangelisch.
1888 hatte Bonhof 84 Bewohner in 16 Häusern.
1910 waren hier die Haushalte Ackerer Wilhelm Bitzer, Ackerer Gustav Dörks, Schlosser Emil Dörks, Ackerer Wilhelm Ehrenstein, Manufakturwarengeschäft und Friseur Peter Etzbach, Invalide Johann Hammes, Ackerer Wilhelm Hundhausen, Witwe August Jakobs, Ackerer Wilhelm Jakobs, Tagelöhner und Ackerer August Jünger, Schreiner Johann Josef Kleinemann, Witwe Wilhelm Kuchheuser, Bürogehülfe Wilhelm Kuchheuser, Ackerer Friedrich Wilhelm Lenz, Witwe ohne Gewerb Wilhelm Niederhausen, Gemeinde-Rentmeister Albert Schmidt, Landwirt und Beigeordneter Wilhelm Schmidt, Witwe ohne Gewerb Johann Schmidt, Zimmermann Karl Schmitz, Tagelöhner Karl Waldhans und Schmied Albert Weyand verzeichnet.